# Wojna z narkotykami

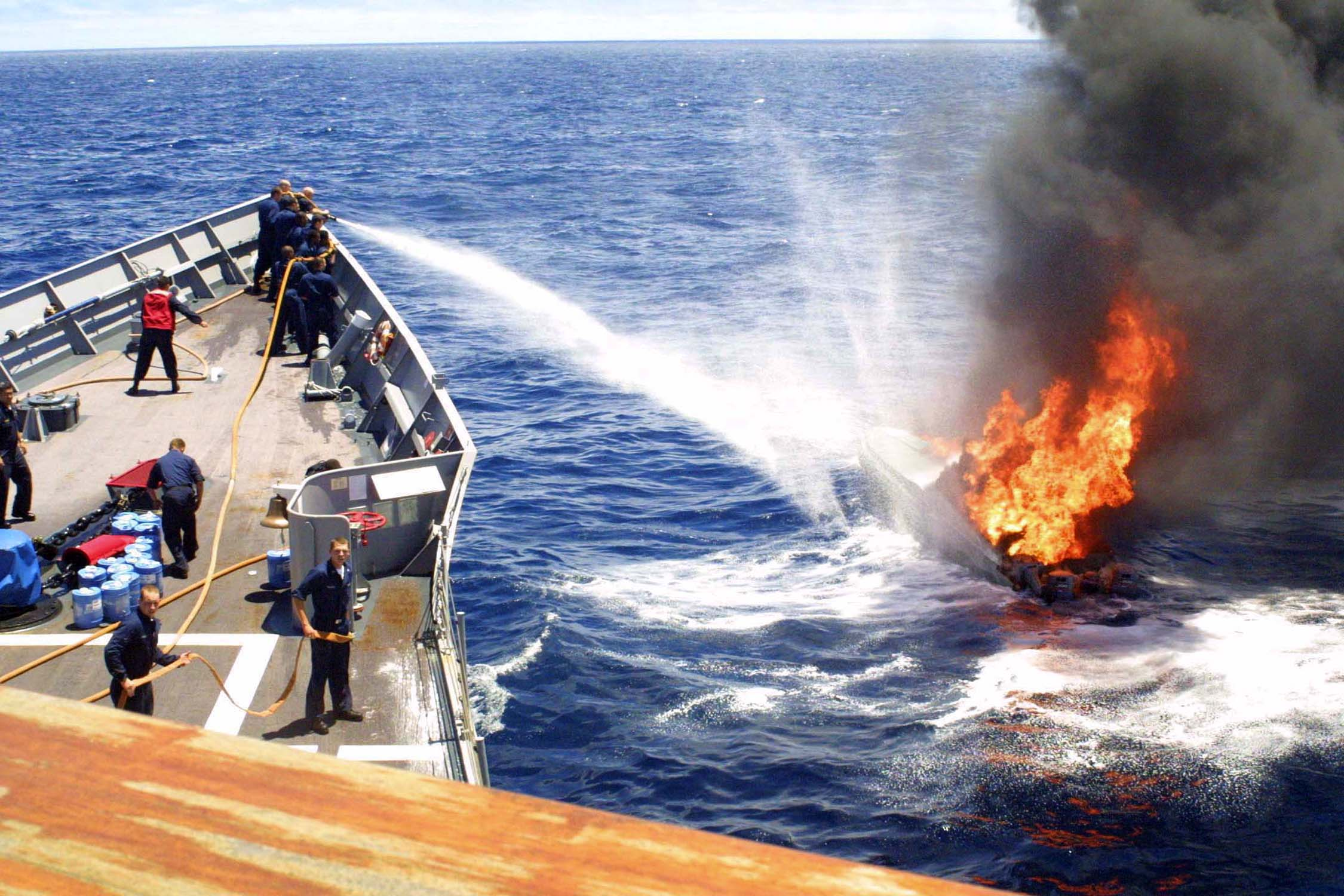
Załoga USS Rentz (FFG-46) gasi pożar wzniecony przez przemytników, którzy chcieli w ten sposób zniszczyć dowody

Wojna z narkotykami – określenie promowanej głównie przez Stany Zjednoczone polityki narkotykowej, prowadzonej przez większość krajów świata. Opiera się ona na całkowitym braku tolerancji dla osób handlujących narkotykami jak i zażywających narkotyki. Jej głównym założeniem jest to, że aby zwalczyć negatywne skutki zażywania narkotyków, trzeba "zwalczyć" same narkotyki.
Pierwsze użycie terminu wojna z narkotykami (ang. War on Drugs) przypisuje się Richardowi Nixonowi w 1971 roku, chociaż kontynuował on politykę prohibicyjną trwającą już od kilku dekad.

## Kontrowersje
Zdaniem większości osób promujących tę politykę, jest ona jedyną słuszną drogą w walce z negatywnymi skutkami zażywania narkotyków.
Jej przeciwnicy powołują się zazwyczaj na jej nieskuteczność oraz rzadziej na ograniczenie ich wolności przez zabronienie im stosowania części używek, głównie marihuany i haszyszu, oraz na dyskryminację kulturową w stosunku do użytkowników legalnych używek (głównie alkoholu i papierosów).
Krytykę dotychczasowego modelu wojny z narkotykami wyraziła w swoim raporcie z 2011 roku Światowa Komisja ds. Polityki Narkotykowej, w której zasiadał m.in. Kofi Annan, były sekretarz generalny ONZ. Oprócz braku sukcesów w redukcji produkcji i spożycia narkotyków na świecie, wskazywała na wytworzone przez niego rocznie dodatkowe 100 mld USD kosztów w postaci zbrojnych konfliktów i wzrostu populacji więziennej.